# Synagoge Michelstadt

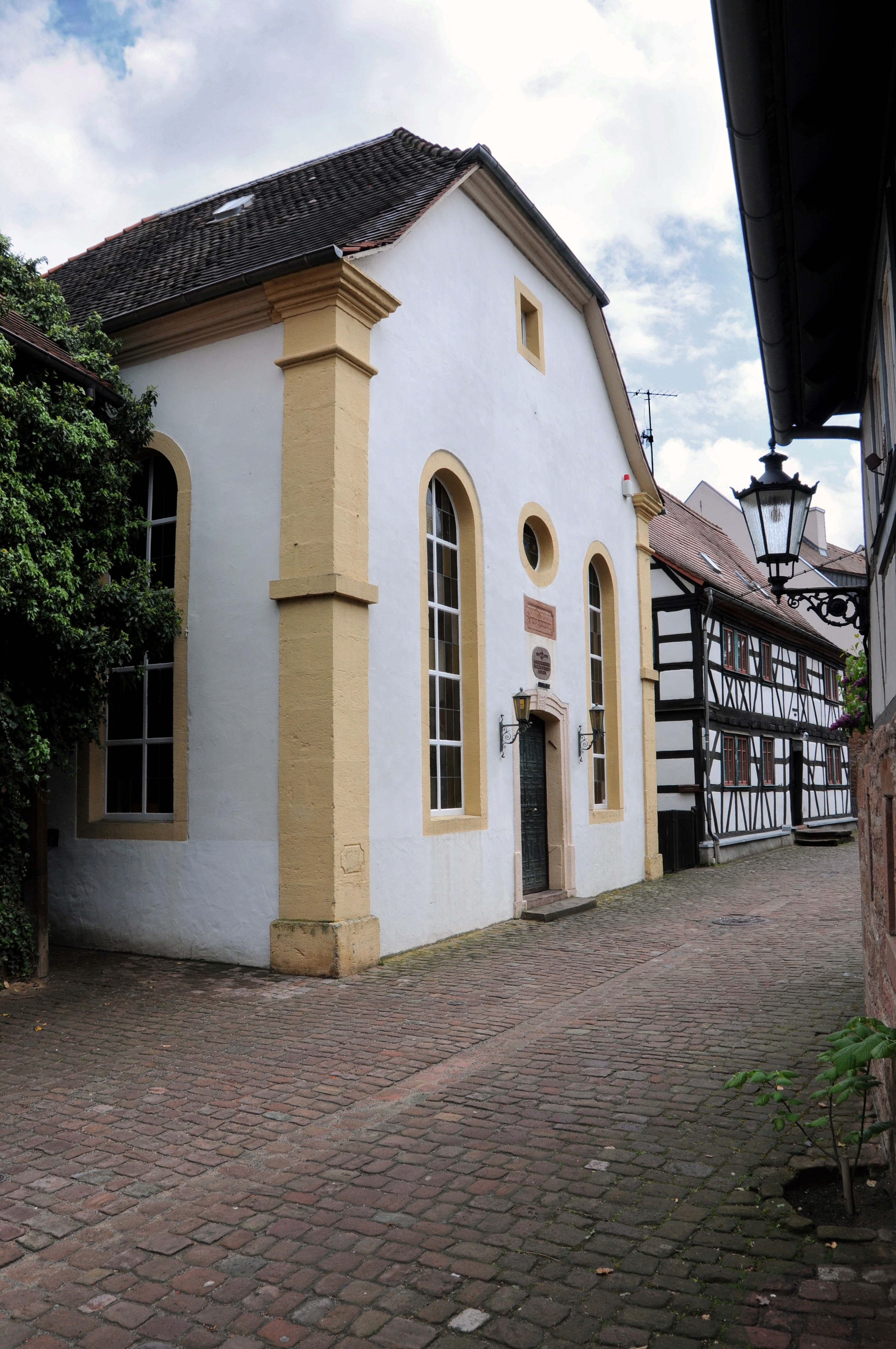
Synagoge Michelstadt, im Hintergrund Wehrmännerhaus

Die Synagoge Michelstadt befindet sich in Michelstadt, einer hessischen Stadt im Odenwaldkreis. Sie wurde von der jüdischen Gemeinde im Jahre 1791 errichtet und befindet sich in der Altstadt, Mauerstraße 19, direkt an der ehemaligen Stadtmauer. 

## Geschichte
Die Lage der Michelstädter Synagoge spiegelt den gesellschaftlichen Stand des Judentums am Ende des 18. Jahrhunderts: Die Juden durften zwar innerhalb der Stadtmauer siedeln, aber eben nur ganz am Rand, in einem Ghetto. Der Bau von 1791 ersetzte einen älteren Vorgängerbau an gleicher Stelle.
Die Michelstädter Synagoge ist eine der wenigen Synagogen, die in Südhessen nach der nationalsozialistischen Judenverfolgung erhalten geblieben sind. Während des Novemberpogroms vom 9. November 1938 wurde der Innenraum völlig verwüstet, aber das Bauwerk selbst blieb unversehrt, ebenso die hebräische Inschrift. Danach ist das Gebäude als Lagerraum benutzt worden.
Ende der 1970er Jahre wurde die Synagoge im Zuge der Altstadtsanierung, nicht zuletzt dank des damaligen Michelstädter Bürgermeisters Erwin Hasenzahl, renoviert, aber nicht mehr für Gottesdienste genutzt. In den wiederhergestellten Räumen wurde das Landesrabbiner Dr. I. E. Lichtigfeld-Museum eingerichtet. Das Museum trägt den Namen des ehemaligen Landesrabbiners Isaak Emil Lichtigfeld, der für die jüdischen Gemeinden des Landes Hessen von 1954 bis 1967 zuständig war.
Inzwischen gibt es in Michelstadt wieder eine jüdische Gemeinde. Am 25. Februar 2005 wurde feierlich eine Thorarolle in die Synagoge gebracht. Seitdem finden in der Synagoge wieder Gottesdienste statt.

## Gebäude
Das Gebäude liegt in der Altstadt von Michelstadt. Die Hauptachse in Nord-Süd-Richtung steht senkrecht zur Mauerstraße. Es ist in spätbarocker, aber schlichter Form mit einem Krüppelwalmdach errichtet. Im Innern befindet sich eine an drei Seiten umlaufende schmale Frauenempore. In der freistehenden Ostwand gibt es einen Aron ha-Qodesch (Toraschrein; Ausrichtung der Innenausstattung). Zum westlich anschließenden Schulgebäude gibt es einen Zugang im ersten Obergeschoss. Das letzte Joch ist durch eine Mauer vom Hauptraum abgetrennt. In der Nähe befindet sich in der Stadtmauer ein Wehr-/Wachturm, die Bienenmarktspforte und das Wehrmännerhaus. Wertvoll sind der Schlussstein mit der Jahreszahl 1791 und die Portalinschrift in Hebräisch aus 4. Mose 24,5: „Wie lieblich sind deine Hütten, Jakob, und deine Wohnungen, Israel“.

## Museum

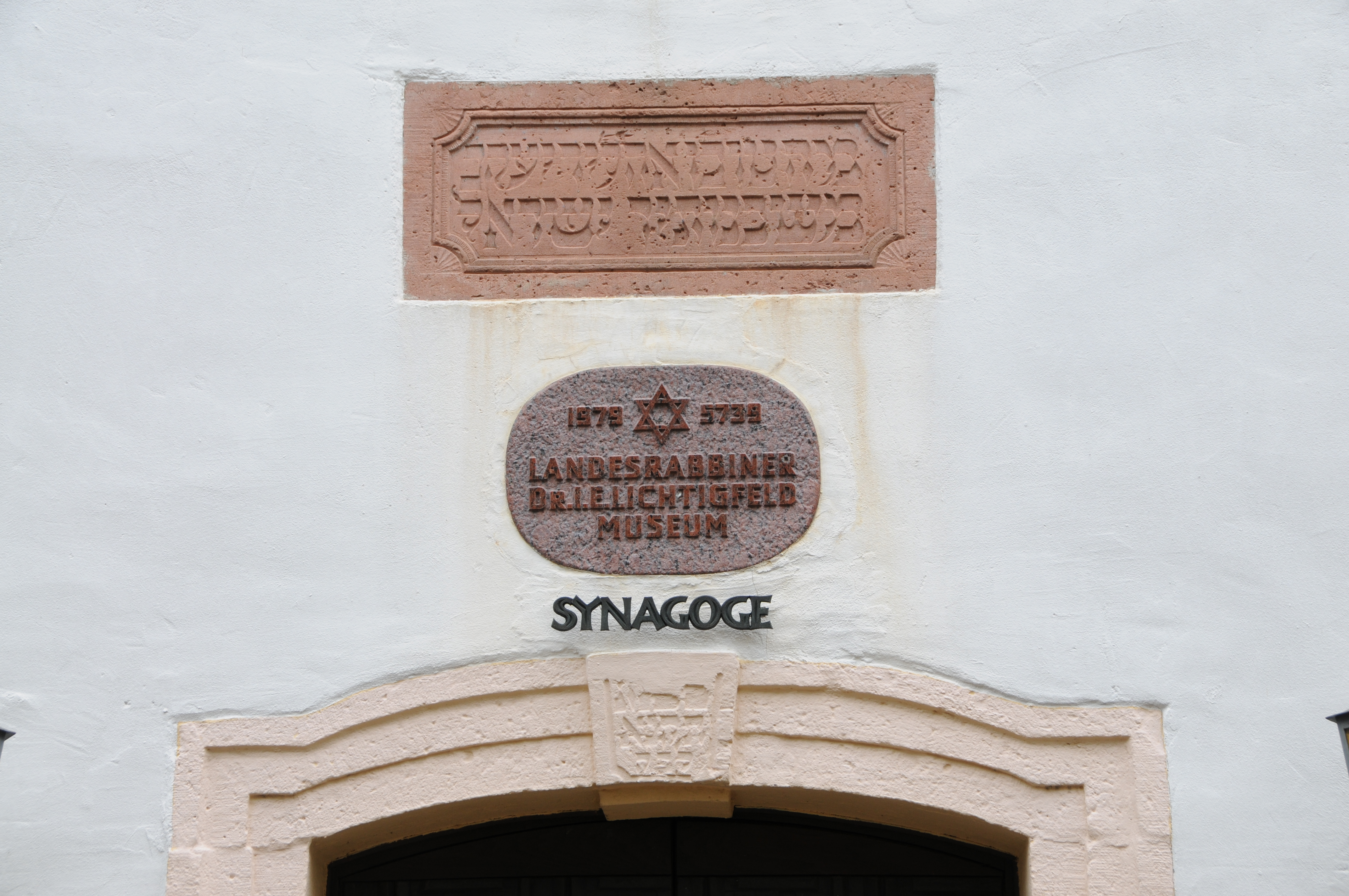
Inschriften über dem Eingang der Synagoge

Das Landesrabbiner Dr. I. E. Lichtigfeld-Museum stellt Kultgegenstände, Archivalien und Fotoreproduktionen aus, die an die früheren jüdischen Einwohner von Michelstadt erinnern sollen. Es gibt einen Einblick in die religiösen, sozialen und politischen Verhältnisse der Odenwälder Juden in den vergangenen Jahrhunderten.